# San Miguel de Kataty
San Miguel de Kataty ist eine Ortschaft im Departamento Potosí im Hochland des südamerikanischen Andenstaates Bolivien.

## Lage
San Miguel de Kataty liegt in der Provinz Sur Chichas und ist der drittgrößte Ort im Cantón Quiriza im Municipio Tupiza. Die Ortschaft liegt auf einer Höhe von 2970 m am rechten, östlichen Ufer des Río San Juan del Oro, 21 Kilometer oberhalb der Mündung des Río Tupiza.

## Geographie
San Miguel de Kataty liegt im südlichen Teil der kargen Hochebene des bolivianischen Altiplano. Das Klima ist wegen der Binnenlage kühl und trocken und durch ein typisches Tageszeitenklima gekennzeichnet, bei dem die Temperaturschwankungen zwischen Tag und Nacht in der Regel deutlich größer sind als die jahreszeitlichen Schwankungen.
Die Jahresdurchschnittstemperatur liegt bei 13 °C (siehe Klimadiagramm Tupiza) und schwankt nur unwesentlich zwischen 8 °C im Juni/Juli und 16 °C von Dezember bis Februar. Der Jahresniederschlag beträgt nur etwa 300 mm, mit einer stark ausgeprägten Trockenzeit von April bis Oktober mit Monatsniederschlägen unter 10 mm, und einer Feuchtezeit von Dezember bis Februar mit 60–80 mm Monatsniederschlag.

## Verkehrsnetz
San Miguel de Kataty liegt in einer Entfernung von 250 Straßenkilometern südlich von Potosí, der Hauptstadt des gleichnamigen Departamentos.
Von Potosí aus führt die vom Titicacasee kommende Nationalstraße Ruta 1 nach Südosten und erreicht nach 37 Kilometern die Ortschaft Cuchu Ingenio. Hier zweigt die Ruta 14 ab, die in südlicher Richtung über Tumusla, Cotagaita und Hornillos nach 224 Kilometern die Stadt Tupiza erreicht.
Um nach San Miguel de Kataty zu gelangen, bleibt man in Tupiza auf der rechten, westlichen Flussseite des Río Tupiza und folgt der Straße entlang des Flusses für drei Kilometer, verlässt dann den Fluss in südwestlicher Richtung und folgt ihr weitere sieben Kilometer. Hier teilt sich dann die Straße und führt geradeaus weiter in südlicher Richtung nach Quiriza, San Miguel de Kataty und San José de Pampa Grande, nach rechts führt sie auf eine Bergstraße und führt nach Thola Mayo (Chacopampa).

## Bevölkerung
Die Einwohnerzahl der Ortschaft ist in dem Jahrzehnt zwischen den beiden letzten Volkszählungen leicht zurückgegangen:
| Jahr | Einwohner         | Quelle       |
| ---- | ----------------- | ------------ |
| 1992 | keine Detaildaten | Volkszählung |
| 2001 | 189               | Volkszählung |
| 2012 | 181               | Volkszählung |
| 2024 |                   | Volkszählung |

Die Region weist einen hohen Anteil an Quechua-Bevölkerung auf, im Municipio Tupiza sprechen 49,7 Prozent der Bevölkerung Quechua.